# ماری کاترین برندگی
ماری کاترین برندگی (انگلیسی: Mary Katharine Brandegee؛ ۲۸ اکتبر ۱۸۴۴ – ۳ آوریل ۱۹۲۰) یک گیاه‌شناس اهل ایالات متحده آمریکا بود.